# Дряновец (област Добрич)
Вижте пояснителната страница за други значения на Дряновец.
Дряновец е село в Североизточна България. То се намира в община Добричка, област Добрич.

## География
Разположено на източен склон. В близост се намира село Фелдфебел Денково.

## Население
Преброяване на населението през 2011 г.
Численост и дял на етническите групи според преброяването на населението през 2011 г.:
|                     | Численост | Дял (в %) |
| Общо                | 21        | 100,00    |
| Българи             | 0         | 0,00      |
| Турци               | 0         | 0,00      |
| Цигани              | 20        | 95,23     |
| Други               | 0         | 0,00      |
| Не се самоопределят | 0         | 0,00      |
| Неотговорили        | 0         | 0,00      |